# Tephritis okera
Tephritis okera
 es una especie de insecto díptero que Shinji describió científicamente por primera vez en el año 1940.
Esta especie pertenece al género Tephritis de la familia Tephritidae.